# 윤지선 (문신)
윤지선(尹趾善, 1627년 ~ 1704년)은 조선 후기의 문신이며, 숙종 때 좌의정을 지냈다. 우의정 윤지완은 그의 동생이며, 본관은 파평이다. 당적은 소론에 속했다. 본관은 파평. 자는 중린(仲麟), 호는 두포(杜浦).

## 생애
현종 때 문과에 급제해서 설서, 정언, 지평, 부수찬, 교리, 부교리, 헌납을 지내고 홍문관의 부교리를 하는데 이후 헌납, 부교리, 교리를 거쳐 이조좌랑을 한 뒤 다시 교리, 부교리를 거쳐 숙종 때 이조정랑, 부수찬을 거쳐 능주목사, 종성부사를 거쳐 이후 승지가 되고 다시 우부승지로 참찬관이 되고, 이후 대사간을 거쳐 공청도관찰사와 함경도관찰사를 거쳐 이후 도승지, 대사간, 대사헌을 지내고 도승지, 형조참판, 대사헌을 거쳐 부제조가 되고 이조참판이 되고, 이후 광주유수를 거쳐 이조참판, 도승지, 대사헌, 한성부좌윤을 지내고 이후 다시 도승지, 형조판서, 예조판서, 지의금부사, 병조판서, 금위대장, 이조판서, 판의금부사를 두루 하고 지경연사를 거쳐 이조판서를 하고 이후 판의금부사를 거쳐 좌참찬이 되고 우의정, 좌의정까지 지낸 뒤 판중추부사를 거쳐 영중추부사까지 지냈다.